# Erechthias limenodes
Erechthias limenodes är en fjärilsart som beskrevs av Edward Meyrick 1915. Erechthias limenodes ingår i släktet Erechthias och familjen äkta malar.
Artens utbredningsområde är Sarawak. Inga underarter finns listade i Catalogue of Life.